# Startup Organizer
Startup Organizer — условно бесплатная утилита, которая предоставляет пользователям удобный менеджер для просмотра и управления всеми программами, которые запускаются автоматически, когда операционная система Microsoft Windows загружается. Утилита была создана компанией Metaproducts.

## Описание
Утилита предлагает удобный и гибкий инструмент, который помогает определить, какие процессы и программы запускаются вместе с операционной системой Microsoft Windows. После запуска, Startup Organizer производит детальный анализ системы, где могут быть записаны запускаемые приложения и предлагает список с программами, который явно связаны с принудительным автозапуском. Этот список можно оперативно организовать, из его основных возможностей можно выделить, такие как отключение/удаление конкретной программы намертво, выбор программы из доступных элементов среды и её добавление в список автозапуска. Подобные действия созданы для того, чтобы улучшить быстродействие и загрузку системы, избавиться от тех процессов, которые забирают при запуске оперативную память компьютера. На стартовую конфигурацию системы можно создать резервную копию.
Из других возможностей утилиты можно отметить встроенную утилиту для очистки системного реестра Windows от неиспользуемых или неправильно работающих ключей.